# Вителлии
Вителлии (лат. Vitellii) — древнеримский патрицианский (во времена римских царей и ранней республики) и плебейский (во времена империи) род.

## Имя рода
Имя Вителлиев происходит от лат. vitulus — «бычок, телёнок».

## Происхождение рода
Светоний приводит две версии происхождения Вителлиев. Одна говорит о том, что Вителлии происходят от Фавна, царя аборигенов, и от Вителлии, которую во многих местах чтут, как богиню, что правили они всем Лацием и что последние их отпрыски переселились от сабинов в Рим и были причислены к патрициям. Памятью об этом роде надолго осталась Вителлиева дорога от Яникула до самого моря и колония Вителлия, которую они некогда взялись оборонять от эквов силами одного своего рода.
Другая гласит, что род Вителлиев берёт начало от вольноотпущенника. Ссылаясь на слова Кассия Севера, Светоний сообщает, что занимался этот человек починкой старой обуви, а сын его, разбогатев на распродажах и доносах, женился на доступной женщине, дочери некоего пекаря Антиоха, и стал отцом римского всадника.
Возможно, что первая версия является легендарной историей первых патрицианских Вителлиев, а вторая версия говорит о происхождении семьи императора Авла Вителлия.

## Родовые имена
Для патрицианских Вителлиев известны имена Марк (лат. Marcus) и Маний (лат. Manius). Плебейские Вителлии использовали имена Публий (лат. Publius), Луций (лат. Lucius), Квинт (лат. Quintus), Авл (лат. Aulus).

## Представители рода
- Марк и Маний Вителлии — братья жены Юния Брута, участники заговора, имевшего целью возвращение к власти царя Тарквиния Гордого[5]. Согласно Ливию заговорщики встречались в доме Вителиев[6].
- Публий Вителлий Старший — римский всадник, управитель имений императора Октавиана Августа, отец консула Луция Вителлия, дед императора Вителлия[4].
- Квинт Вителлий — квестор в правление императора Октавиана Августа, дядя императора Вителлия[4].
- Публий Вителлий Младший — приближенный и военачальник Германика[7], обвинитель на суде Гнея Пизона, дядя императора Вителлия[4].
- Авл Вителлий — консул-суффект 32 года, дядя императора Вителлия[4].
- Луций Вителлий — консул 34 года (вместе с Павлом Фабием Персиком), 43 года и 47 года (вместе с императором Клавдием), цензор 43 года, отец императора Вителлия[4].
- Луций Вителлий — консул-суффект 48 года, брат императора Вителлия[8].
- Авл Вителлий (24 сентября 15 года — 22 декабря 69 года) — римский император, правивший с 17 апреля по 22 декабря 69 года.
- Вителлий Петрониан[9] и Вителлий Германик[10] — сыновья императора Вителлия.
- Вителлия — дочь императора Вителлия[11].
- Вителлий Сатурнин — префект I Флотского легиона при императоре Отоне, был ранен во время бунта солдат[12].
- Марк Флавий Вителлий Селевк — консул 221 года[13].